# Armoiries de la Birmanie
Cette page contient des caractères spéciaux ou non latins. S’ils s’affichent mal (▯, ?, etc.), consultez la page d’aide Unicode.

Armoiries de la Birmanie depuis 2011

Les armoiries de la Birmanie sont constituées d'une partie centrale, où apparaît la forme du pays, entourée de lions appelés
chinthe surplombés d'un motif végétal traditionnel birman, tandis qu'une bannière porte une inscription dans la partie inférieure. Les plus récentes datent de 2011.

## Histoire

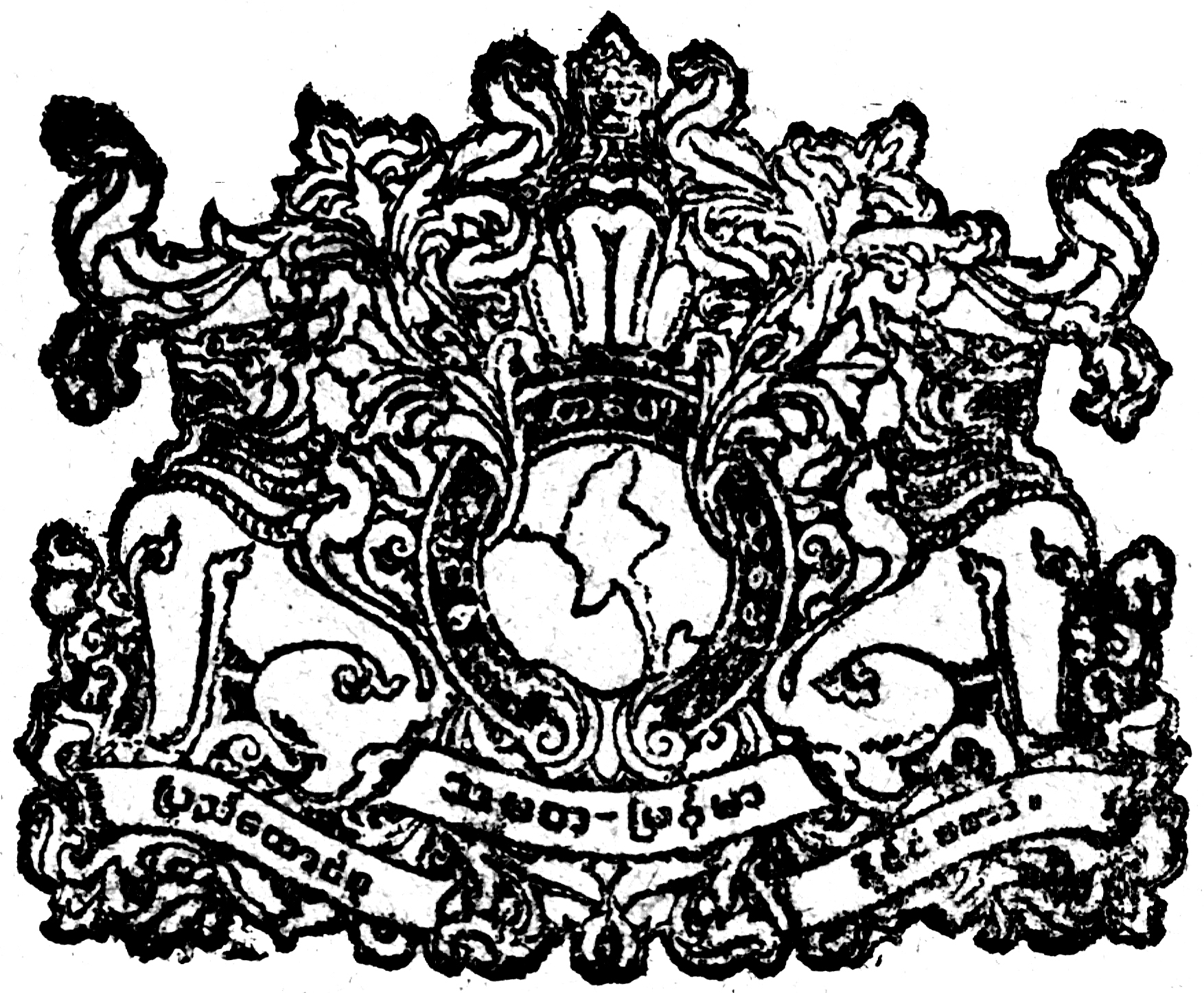
Armoiries de 1948 à 1974

Armoiries de 1974 à 1988

Armoiries de 1988 à 2011

Sur les premières armoiries, adoptées à l'indépendance en janvier 1948, le sommet était occupé par un troisième chinthe figuré de face et le texte sur la bannière était ပြည်ထောင်စု သမတမြန်မာ နိုင်ငံတော်, ce qui se traduit par « République de l'Union birmane », le nom officiel du pays. Le motif central était entouré d'un cercle où l'on pouvait lire le verset 194 du Buddhavagga (chapitre XIV, Versets sur le Bouddha) du Dhammapada en pâli သမဂ္ဂါနံ တပေါ သုခေါ (samagganam tapo sukho), ce qui peut se traduire par « le bonheur par l'harmonie » ou « le bien-être par l'unité ». 
La constitution de 1974, introduisit les modifications suivantes, en accord avec son orientation socialiste :
- la carte du pays se détache sur un engrenage (symbolisant (symbolisant l'industrialisation))
- le chinthe supérieur est remplacé par une étoile blanche à cinq branches.
- le cercle contenant une inscription bouddhique cède la place à deux rameaux d'riz (symbolisant les paysans)[1]

Les mots sur la bannière devenaient ပြည်ထောင်စု ဆိုရှယ်လစ်သမ္မတ မြန်မာနိုင်ငံတော်, ce qui se traduit par « République socialiste de l'Union birmane », le nouveau nom du pays.
En 1988, après le coup d'état du Conseil d'État pour la restauration de la Loi et de l'Ordre (SLORC), les mots « République socialiste » furent retirés.
La constitution de 2008 introduisit les modifications suivantes, les armoiries ne possèdent plus que deux couleurs, rouge et or, et l'engrenage socialiste a disparu, et cède la place à deux rameaux d'eugenia. Dans la partie inférieure, la phrase est maintenant ပြည်ထောင်စု သမ္မတ မြန်မာနိုင်ငံတော် (Pranytaungsu. sa.ma.ta. mranma nuing ngam tau / Pyidaungzu Thamada—Myanma Naingnandaw), « République de l'Union du Myanmar ».